# Stadttheater Klagenfurt

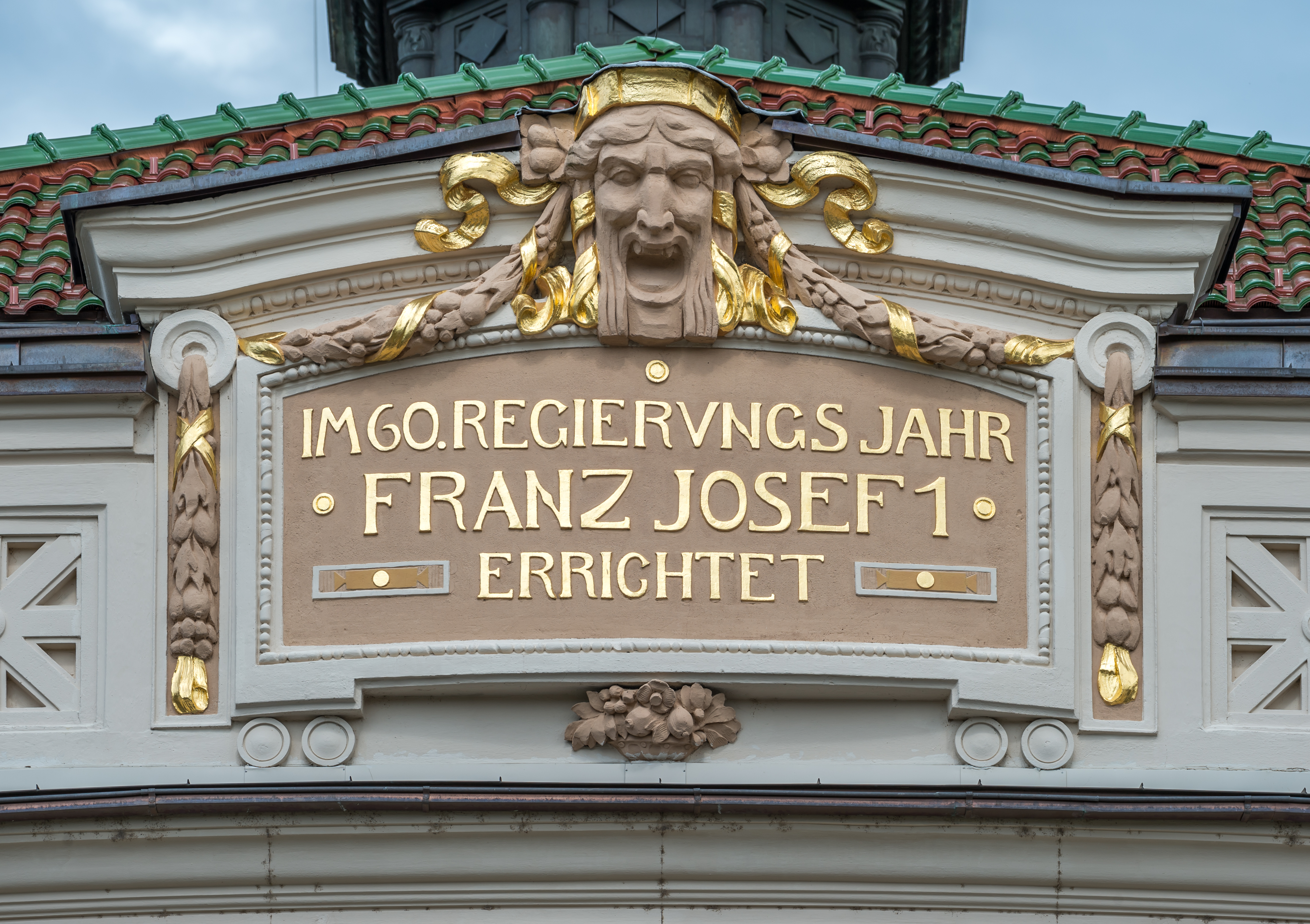
Particolare della parte superiore della facciata dell'edificio

Lo Stadttheater Klagenfurt è il teatro comunale di Klagenfurt, capitale della Carinzia in Austria. La sua sede attuale è stata progettata dallo studio di architettura viennese Fellner e Helmer e completata nel 1910.

## Storia
Il primo teatro di Klagenfurt fu allestito tra il 1605 e il 1620 come Sala da ballo per l'aristocrazia. Apparvero le compagnie italiane, in viaggio da Venezia a Vienna. Alla fine del Settecento il teatro veniva occasionalmente aperto anche a intellettuali, funzionari militari e civili. Nel 1811 fu ricostruita la struttura lignea in pietra, denominata oggi Altes Theater (Teatro Vecchio).
Quando si deteriorò una nuova sede fu progettata dallo studio di architettura viennese Fellner e Helmer, che aveva già costruito teatri molto simili a Gießen e Gablonz, nel 1906 e nel 1907. La costruzione iniziò nel 1908 e fu completata nel 1910. La sede fu aperta in occasione del 60° giubileo di Francesco Giuseppe I d'Austria e per questo denominato "Kaiser Franz Joseph I. Jubiläumstheater".
Negli anni '60, il teatro fu rinnovato e di nuovo dal 1996 al 1998 su progetto di Günther Domenig.
Lo Stadttheater Klagenfurt è stato insignito del Nestroy Theatre Prize in diverse categorie nel 2003, 2006 e 2011. Gli artisti che hanno ricevuto il premio e hanno lavorato per questo teatro sono stati Martin Kušej, Bernd Liepold-Mosser, Michael Maertens, Michael Schottenberg e Martin Zehetgruber.